# Mario (Laconia)
Mario (en griego, Μαριός) es el nombre de una antigua ciudad griega de Laconia.
Es citada por Pausanias, que dice que era una de las ciudades de los eleuterolacones. Menciona que se encontraba a cien estadios de Gerontras y que sobre ella estaba la aldea de Glipia. Destaca su abundancia de agua, un santuario de todos los dioses y otro de Artemisa.
Se localiza cerca de la moderna población de Mari.